# Quatre pièces pour quatuor à cordes (Mendelssohn)

Les Quatre pièces pour quatuor, opus 81 sont de courtes pièces instrumentales pour quatuor à cordes composées par Felix Mendelssohn dans les dernières années de sa vie, entre 1843 et 1847, et publiées peu après sa mort.
1. Andante en mi majeur (MWV R 34)
2. Scherzo en la mineur (MWV R 35)
3. Capriccio en mi mineur (MWV R 32)
4. Fugue en mi bémol majeur (MWV R 23)

## Sources
- (en) Cet article est partiellement ou en totalité issu de l’article de Wikipédia en anglais intitulé « Four Pieces for String Quartet (Mendelssohn) » (voir la liste des auteurs).